# Kasjmirvallei

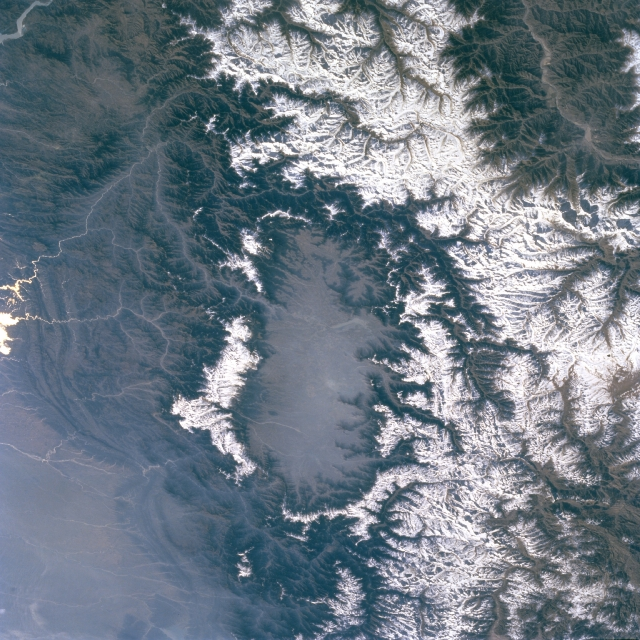
De Kasjmirvallei op een satellietfoto. De vallei is het vlakke, ovale gebied omgeven door de Himalaya's.

De Kasjmirvallei (Kasjmiri: devanagari: कॉशुर वादी, Perso-Arabisch: کٲشُر وادی, kŏśur Vady) of simpelweg Kasjmir is een brede intramontane vallei in het westen van de Himalaya. De Kasjmirvallei wordt in het noorden omgeven door de Grote Himalaya en in het zuiden door de Pir Panjal. Door de vallei stroomt de Jhelum, een zijrivier van de Indus. De vallei en het omringende gebied vallen grotendeels onder bestuur van het Indiase unieterritorium Jammu en Kasjmir. De grootste stad is Srinagar, de zomerhoofdstad van Jammu en Kasjmir. Andere grote steden zijn Anantnag en Baramulla. Sinds de jaren 80 van de vorige eeuw is de vallei het toneel van een gewapend conflict. Opstandelingen streven onafhankelijkheid of aansluiting bij Pakistan na. De Kasjmirvallei is vanwege zijn relatief koele klimaat eeuwenlang een populaire zomerwoonplaats geweest voor de Indische bovenklasse. De Mogols lieten er in de 16e en 17e eeuw paleizen en tuinen aanleggen.

## Geografie

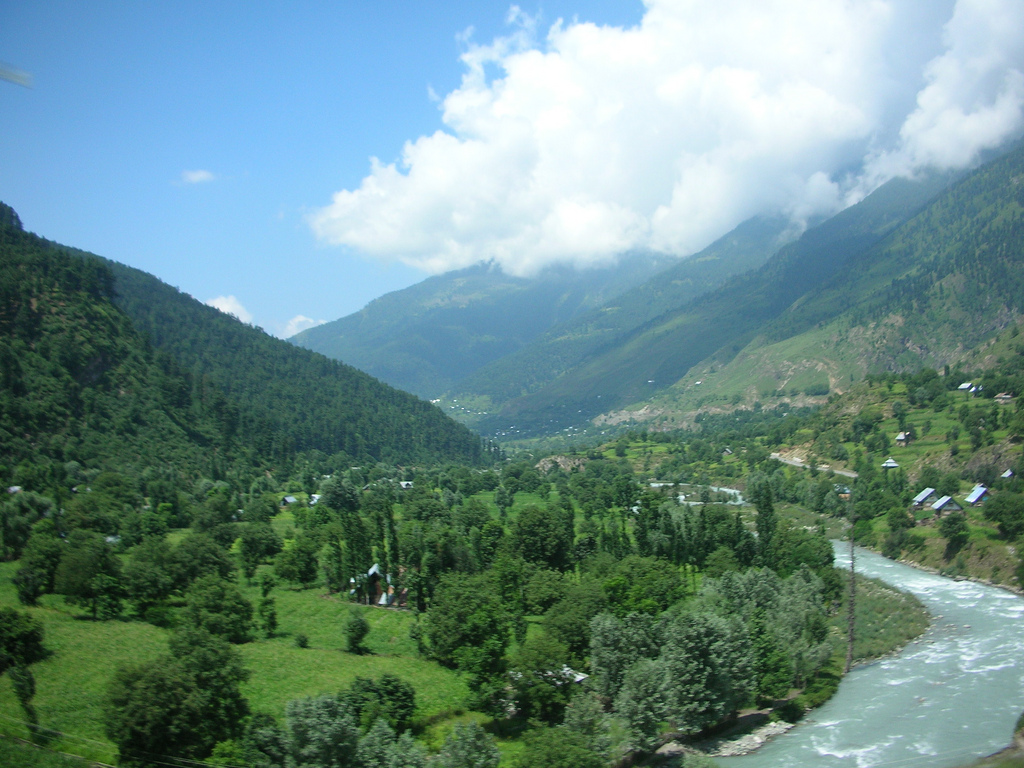
De Kasjmirvallei ten zuiden van Anantnag.

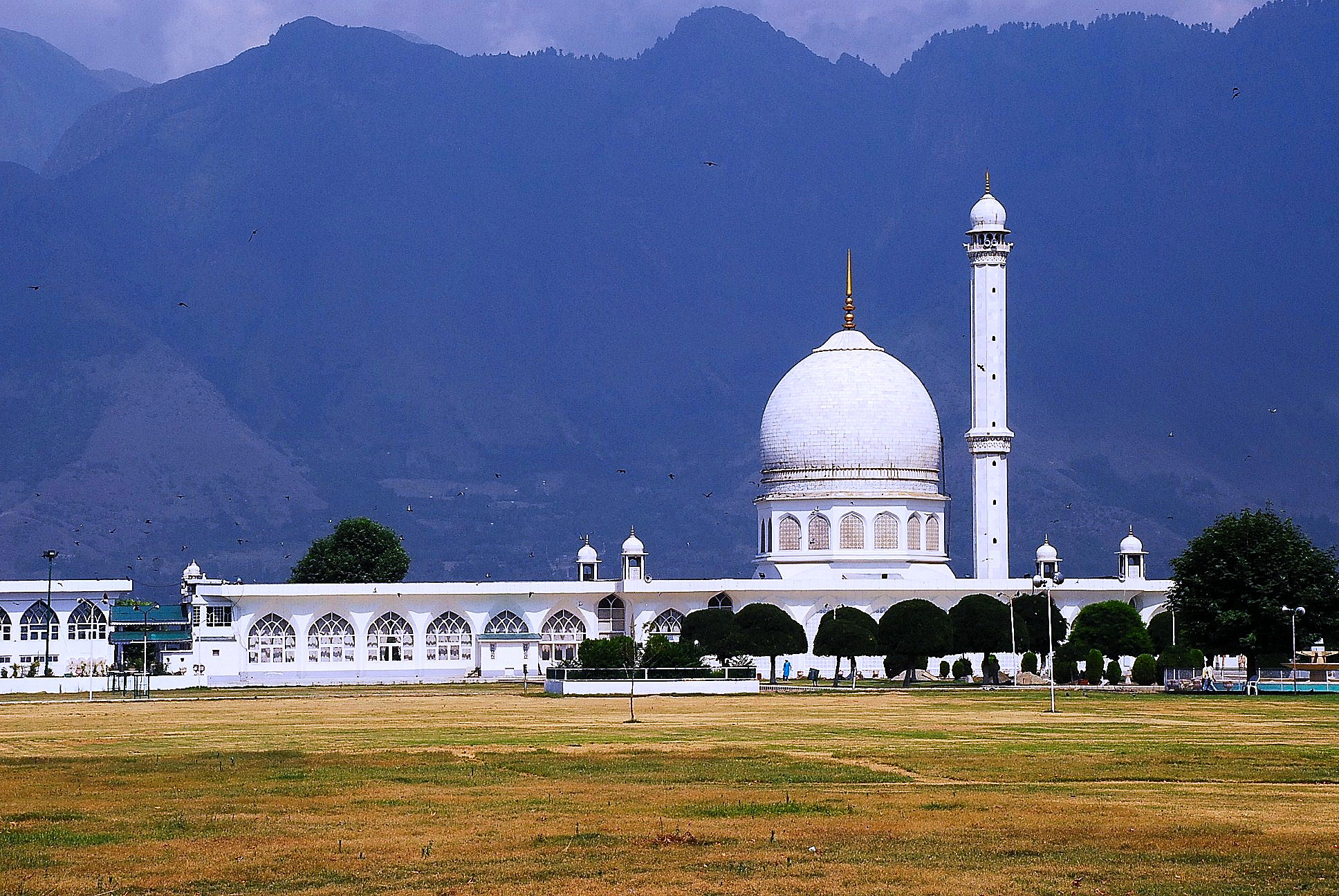
De Hazratbal, het belangrijkste islamitische heiligdom in Kasjmir. Het ligt aan de oevers van het Dalmeer en werd gebouwd in opdracht van Sheikh Abdullah (1905-1982), de eerste premier van Jammu en Kasjmir.

De Kashmirvallei ligt in het uiterste noorden van India, in het zuiden en westen omsloten door de Pir Panjal en in het noorden geflankeerd door de Grote Himalaya. De vallei is ongeveer 135 km lang en 50 km breed, met een gemiddelde hoogte van 1600 m boven zeeniveau. De Jhelum ontspringt in het zuiden, in de buurt van de plaats Verinag. De rivier stroomt in noordwestelijke richting door de vallei, door de grootste plaatsen zoals Anantnag, Avantipur en Srinagar. In de omgeving van Srinagar liggen enkele meren: het Dalmeer waar de stad aan ligt, het Ancharmeer en het grotere Wularmeer, waar de Jhelum doorheen stroomt. Vanaf het Wularmeer stroomt de rivier naar het westen de vallei uit. Het dal van de Jhelum ten westen van de vallei is nauw en klovig.
De Jhelum passeert in het westen de Line of Control tussen India en Pakistan, zodat er vanuit die richting geen verkeer mogelijk is. In plaats daarvan is de belangrijkste verbinding met de buitenwereld de National Highway 1A, die de vallei in het zuiden via de Jawahartunnel verbindt met Udhampur en Jammu. In het noordoosten loopt een zijdal naar de plaats Sonamarg. Door dit dal loopt de National Highway 1D, die Kasjmir met Ladakh verbindt. Aan het einde van het dal passeert de weg de 3529 m hoge bergpas Zoji La over de Grote Himalaya.
Rond het Dalmeer liggen op verschillende plekken door de Mogols aangelegde tuinen, zoals Shalimar Bagh en Nishat Bagh. Deze tuinen, met hun strakke inrichting en het veelvuldig gebruik van vijvers met fonteinen, worden als een hoogtepunt van de Mogolarchitectuur beschouwd. 
Een deel van de stad Srinagar ligt aan het water of op eilanden tussen kanalen. Om deze reden wordt de stad wel "Venetië van het oosten" genoemd. De inwoners verplaatsen zich in lange, lage boten, die shikara's genoemd worden. In de tijd van Brits-Indië had de maharadja de Britten verboden land in de vallei te bezitten. Daarom bouwden de Britten houten boten, die op het meer drijven. Deze woonboten vormen nog steeds een drijvend deel van de stad en zijn een belangrijke toeristische trekpleister.
Aan weerszijden van de vallei lopen zijdalen de bergen in. Gulmarg ten westen van Srinagar is een ski-resort in de Pir Panjal. In de zomer trekt de plaats bergwandelaars en dagtoeristen. Hetzelfde geldt voor Pahalgam en Sonamarg ten oosten van de Kasjmirvallei.

## Geschiedenis

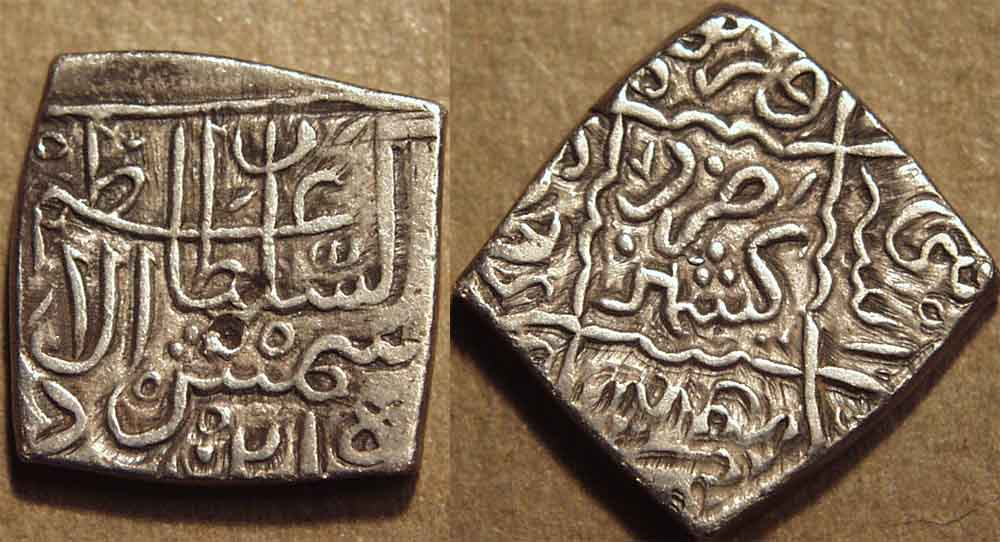
Zilveren munten van sultan Shams al-Din Shah I (regeerde 1537-1538).

### Vroege geschiedenis
De geschreven geschiedenis van Kasjmir gaat terug tot het eerste millennium voor de christelijke jaartelling. Een belangrijke bron voor de voor-islamitische geschiedenis van Kasjmir is de Rajatarangini, het werk van de 12e-eeuwse schrijver Kalhana. Kasjmir wordt in de Mahabharata vermeld als een gebied dat bewoond werd door de Kamboja's. Hun hoofdstad lag waarschijnlijk bij het tegenwoordige Rajauri. In de 7e eeuw v. Chr. viel het gebied in handen van de Panchala's. Het boeddhisme werd in de 3e eeuw v. Chr. geïntroduceerd door de Mauryakeizer Asoka. Volgens de overlevering zou Asoka ook de stad Srinagar gesticht hebben. 
Aan het begin van de christelijke jaartelling was de vallei een belangrijk centrum van kennis en cultuur voor zowel het brahmanisme als de boeddhistische sarvastivadaschool. De vallei trok in die tijd monniken en geleerden uit grote delen van Azië, zoals Kumarajiva (344 – 413), die oorspronkelijk uit Kuqa kwam en het boeddhisme zou helpen in China te verspreiden.
Gedurende de 8e tot 10e eeuw was Kasjmir onder de hindoeïstische Karkota- en Utpaladynasties politiek gezien een regionale grootmacht. Koning Lalitaditya (ongeveer 725-756) wist zelfs vrijwel het gehele noorden van India te veroveren. De veroveringen gingen echter na zijn dood weer grotendeels verloren.

### Islamitische periode
In 1339 eeuw werd de laatste hindoeïstische radja opgevolgd door zijn vizier, Shah Mir, een moslim uit Swat, die de eerste sultan van Kasjmir werd. De islam groeide onder invloed van de sultans uit tot belangrijkste godsdienst in de vallei. Sultan Sikandar Butshikan (overleden 1413) liet de boeddhistische en hindoeïstische tempels en kloosters met de grond gelijk maken en stelde belastingen in voor niet-moslims. Sommige bronnen stellen dat hij andere religies geheel verbood. Aan het einde van de 15e eeuw was de macht van de sultans echter tanende als gevolg van paleisintriges. Voor korte tijd kwam Kasjmir onder de invloed van de sultans van Delhi. Beide sultanaten waren echter vanwege hun grote rijkdom een aantrekkelijk doelwit geworden voor de Afghaanse krijgsheer Babur (1483-1531), de stichter van het Mogolrijk. Babur viel Hindoestan binnen en veroverde Delhi en Agra in 1526. Hij was niet in staat Kasjmir lang te behouden. In 1533 werd de vallei vanuit het noorden veroverd door Mirza Muhammad Haidar Dughlat (1499-1550), een legeraanvoerder in dienst van de sultan van Kashgar. Pas rond 1586, onder keizer Akbar, wisten de Mogols de vallei bij hun rijk in te lijven.
De Mogolkeizers kozen Kasjmir uit als verblijfplek op de momenten dat de hitte in de Noord-Indische laagvlakte ze ondraaglijk werd. Keizer Jehangir zou Kasjmir het "paradijs op aarde" genoemd hebben. Jehangir stierf in 1627 onderweg naar de vallei en zou in zijn laatste woorden gesmeekt hebben nog eenmaal Kasjmir te zien.

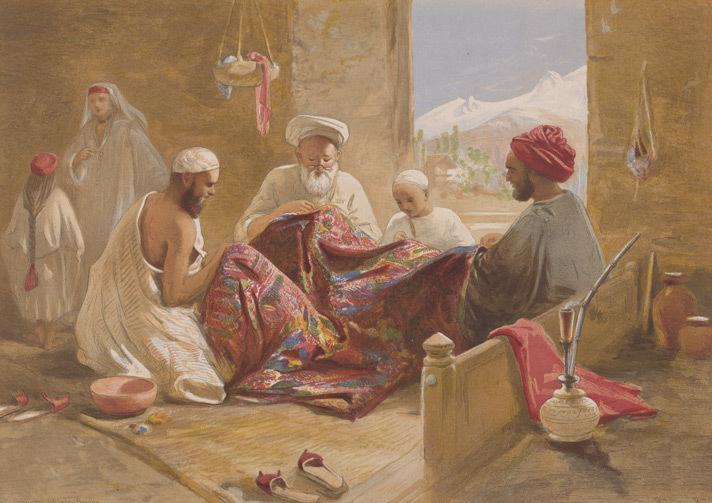
Britse lithografie van Kasjmiri wevers uit 1867. Zowel de Mogol- als Britse overheersers hadden grote belangstelling voor pashminawol uit Kasjmir.

### Dogra's en Kasjmirconflict
Nadat de macht van de Mogols in de 18e eeuw sterk afnam, werden Kasjmir en de Punjab door het Durranirijk uit Afghanistan ingelijfd. De Durrani's werden uit de Punjab verdreven door de sikhs onder aanvoering van maharadja Ranjit Singh (1780-1839). In 1819 voegde de maharadja Kasjmir toe aan zijn rijk, waarmee een einde kwam aan bijna 5 eeuwen islamitisch bestuur. Na de dood van de maharadja viel het Sikhrijk ten prooi aan interne strijd over de opvolging. De Britten wisten de sikhs in de Eerste Sikhoorlog van 1846 verpletterend te verslaan met behulp van radja Gulab Singh van Jammu (1792–1857). Als beloning voegden de Britten Kasjmir toe aan het gebied van Gulab Singh, waarmee de vorstenstaat Jammu en Kasjmir ontstond. Gulab Singh werd de eerste maharadja van de hindoeïstische Dogradynastie die over deze vazalstaat van de Britten regeerde. Tussen 1834 en 1840 had Gulab Singh Ladakh en Baltistan veroverd. Zijn zoon Ranbir Singh voegde nog Hunza, Nagar en Gilgit toe. 
De bewoners van al deze gebieden hadden weinig overeenkomst in cultuur, taal en godsdienst. Toen India en Pakistan in 1948 onafhankelijk werden probeerde de maharadja, Hari Singh, eerst neutraal te blijven, in de hoop op onafhankelijkheid. De islamitische delen van zijn rijk, Gilgit, Baltistan en de Kasjmirvallei, kwamen echter in opstand en eisten aansluiting bij Pakistan. Hari Singh riep daarop de hulp in van India. In ruil voor militaire steun sloot Jammu en Kasjmir zich bij India aan. Toen het Indiase leger de opstandelingen terugdreef viel ook Pakistan het gebied binnen. Het conflict groeide uit tot de Eerste Kasjmiroorlog, die eindigde met een de facto deling van het gebied. De bestandslijn, de Line of Control, loopt sindsdien ten westen van de Kasjmirvallei. Een smalle strook land valt onder Pakistan en wordt Azad Kasjmir ("vrij Kasjmir") genoemd, maar de vallei zelf valt in haar geheel onder India.
Ook tijdens de Indiaas-Pakistaanse oorlogen van 1965 en 1971 werd er langs de bestandslijn gevochten. De jaren 70 en 80 waren echter een periode van relatieve rust. Het bestuur van India werd echter niet unaniem door de Kasjmiri bevolking aanvaard. In 1987 leidde gesjoemel met uitslagen van de verkiezingen tot grote onvrede. Algemeen wordt dit als belangrijkste oorzaak voor een gewapende volksopstand tussen 1989 en 2000 gezien. De opstandelingen eisten onafhankelijkheid en werden bijgestaan door vanuit Pakistaans gebied opererende mujahedeen-strijders. Volgens India worden deze strijders gesteund door de Pakistaanse inlichtingendienst ISI. Sinds 2000 kiezen de separatisten meestal voor vreedzame middelen, maar de mujahedeen zijn nog steeds actief. Er vinden regelmatig bomaanslagen plaats en het Indiase leger heeft een grote aanwezigheid in de vallei.

## Bevolking, taal en religie

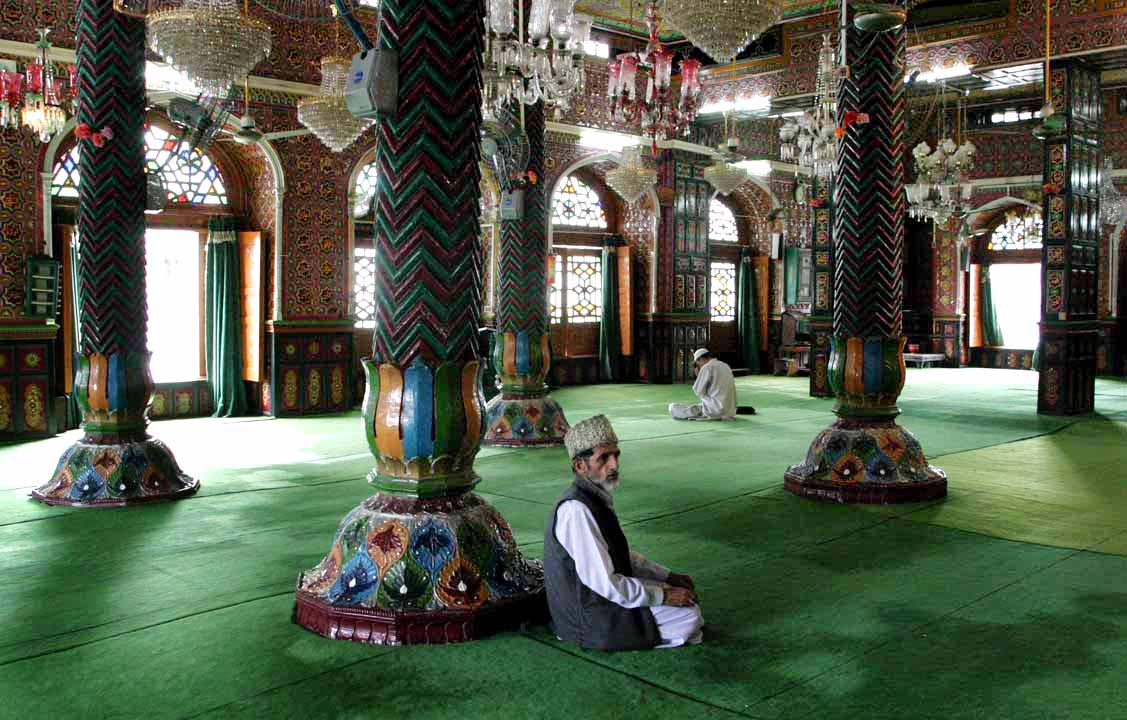
Interieur van de 14e-eeuwse Dargah Dastageer Sahab, de belangrijkste moskee van Srinagar.

De Kashmirvallei heeft een relatief hoge bevolkingsdichtheid. Er wonen ongeveer 5,3 miljoen mensen in de vallei. De bewoners worden Kasjmiri's genoemd. 
De meest gesproken taal is het Kasjmiri, een Indo-Iraanse taal die tot de Dardische talen 
gerekend wordt. Het is onder andere verwant aan het Shina, een taal die in de Pakistaanse provincie Gilgit-Baltistan gesproken wordt, ten noordwesten van de Kasjmirvallei. Kasjmiri kan zowel in het Perso-Arabisch schrift als in het Devanagari geschreven worden. In tegenstelling tot andere Dardische talen heeft het Kasjmiri een rijke literaire traditie. De tweede taal van Kasjmir is het Urdu. Hindi komt ook voor, maar beperkt zich tot migranten uit andere delen van India.
De dominante religie is de (soennitische) islam. Het is daarmee een van de weinige gebieden in India met een moslimmeerderheid. Iets meer dan 5% van de bevolking is hindoe. Boeddhisten en sikhs vormen beide nog geen halve procent van de bevolking. In de vallei bevinden zich een aantal belangrijke religieuze heiligdommen. De Hazratbalmoskee ten noorden van Srinagar is het belangrijkste islamitische heiligdom, omdat er een vermeende haar van de profeet Mohammed bewaard wordt. Het reliek zou in de 17e eeuw vanuit Medina in Kasjmir zijn beland, maar het heiligdom zelf is relatief nieuw.
Hoewel ze onder de lokale bevolking een minderheid vormen, ligt in Kasjmir ook voor hindoes een belangrijk heiligdom. De Sri Amarnathgrot in de bergen ten noorden van Pahalgam is gewijd aan de god Shiva. In de grot bevindt zich een ijspegel die als lingam van de god beschouwd wordt. In juli, als de ijspegel zijn grootste lengte bereikt, maken elk jaar tienduizenden hindoes uit heel India een pelgrimstocht naar de grot. De enorme toestroom aan bezoekers in het normaal al onrustige gebied gaat gepaard met een verhoogde paraatheid van het Indiase leger.